# Szegfűs madonna
A Szegfűs madonna (La Madonna dei Garofani) Raffaello Sanzio festménye, amely a londoni National Gallery gyűjteményének része.

## Keletkezése
A festmény Szűz Máriát és a kisded Jézust ábrázolja egy reneszánsz palota hálóhelyiségében. Mária egy pad vagy egy láda végén ül, mögötte látható az ágy feletti keretre rögzített zöld függöny. Gyermeke egy puha fehér párnán ül ölében. A két alak világos, halvány bőre elüt a helyiség sötétjétől. Az íves ablakon át napfényes tájra látni, egy sziklás dombon romos erődítmény áll.
Jézus az édesanyja által felé nyújtott szegfűt nézi, amely után a festmény a címét kapta. A virág hagyományos szimbóluma volt az isteni szeretetnek, és abból a földből bújt elő, ahova Szűz Mária könnycseppjei hullottak fia szenvedésének láttán. Szekuláris képeken a szegfű barátságot, eljegyzést jelentett, ami ezen a képen is megfelelő értelmezési mód, hiszen Máriát nemcsak mint Krisztus anyját, hanem mint menyasszonyát is tisztelték. Ez az értelmezés az Énekek énekéig vezet vissza, csakúgy, mint a zöld nászágy.

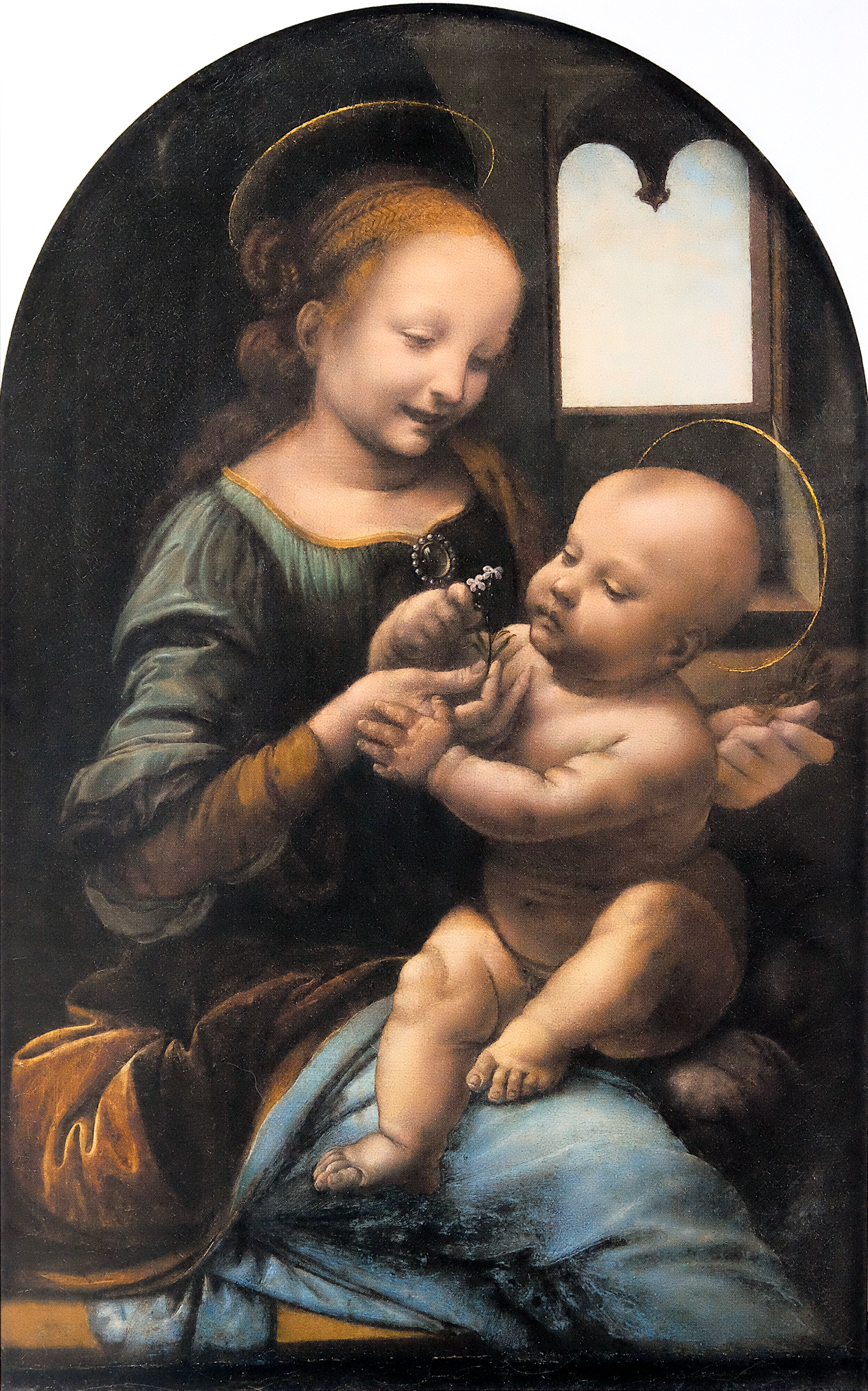
Leonardo madonnája

Az alakokat nem az ablakon beáradó fény, hanem egy láthatatlan fényforrás világítja meg a kép bal felső sarka felől. A fény és árnyékok ábrázolása a bőrön és a szöveteken igazolja, hogy Raffaello jártas volt a németalföldi festészetben. A csomózott ágyfüggöny, a kilátás a távoli várra, a félhold alakú, lesütött szemek szintén észak-európai hatásra utalnak. Mindazonáltal Raffaello legfőbb inspirálója Leonardo da Vinci Szűz Mária és a gyermek virágokkal, más címen Benois-madonna című alkotása volt.
A hasonlóság annyira erős, hogy valószínűsíthető: Raffaello első kézből tanulmányozhatta Leonardo művét, annak ellenére, hogy az harminc évvel korábban készült. A hűvös színek, a mesterséges megvilágítás, a figurák interakciója és a drapériák elrendezése Leonardo munkáját idézik. A Szűz Mária öltözete színének választott sárga-szürke, a hagyományos vörös-kék helyett, szintén Leonardo képére, annak unortodox színválasztására utal.
A festmény, amely kiváló állapotban élte túl az elmúlt évszázadokat, nem sokkal nagyobb egy imakönyvnél. Elképzelhető, hogy a megrendelő a kezében akarta tartani, miközben imádkozik és elmélkedik. Az 1520-as évekből fennmaradt kéziratos leltár szerint egy perugiai apáca, Maddalena degli Oddi számára készült. Giorgio Vasari azt írta róla, hogy Maddalena degli Oddi a perugiai Pratói Szent Ferenc-templom Oddi-kápolnájába készült Raffaello-kép, a Szűz Mária megkoronázása patrónusa volt. A kép keletkezését, stílusjegyei alapján, 1506–1507-re teszik a szakértők, arra az időre, amikor a művész a Baglioni család megrendelésére dolgozott a Szent Ferenc-templomban, szemben az Oddi-kápolnával.
A festmény széles körben ismert és ünnepelt alkotás volt a 16. és a 17. században, sok másolat és nyomat készült róla. Később a tudósok megkérdőjelezték eredetiségét, és úgy vélték, hogy csak az eltűnt eredeti egyik másolata a kép. Raffello szerzőségét csak az 1990-es évek elején sikerült tudományos megalapozottsággal bebizonyítani. Infravörös átvilágítással például sikerült feltérképezni a vázlatokat, amelyek ugyanabban a stílusban készültek, mint amilyeneket Raffaello más alkotásain találtak. Ezek az átvilágítások arra is rámutattak, hogy Raffaello többször is módosított a festmény kompozícióján, az ágyfüggöny például eredetileg lila volt. Ez az átalakítás is azt bizonyította, hogy a kép eredeti, mert másolat esetében az alkotó nem változtatott volna, hanem egyből a végső verziót készíti el. Sikerült a felhasznált festékpigmenteket is azonosítani, amelyek firenzei és umbriai eredetre utaltak, ahol Raffello is dolgozott a 16. század első éveiben.